# Arada de discs

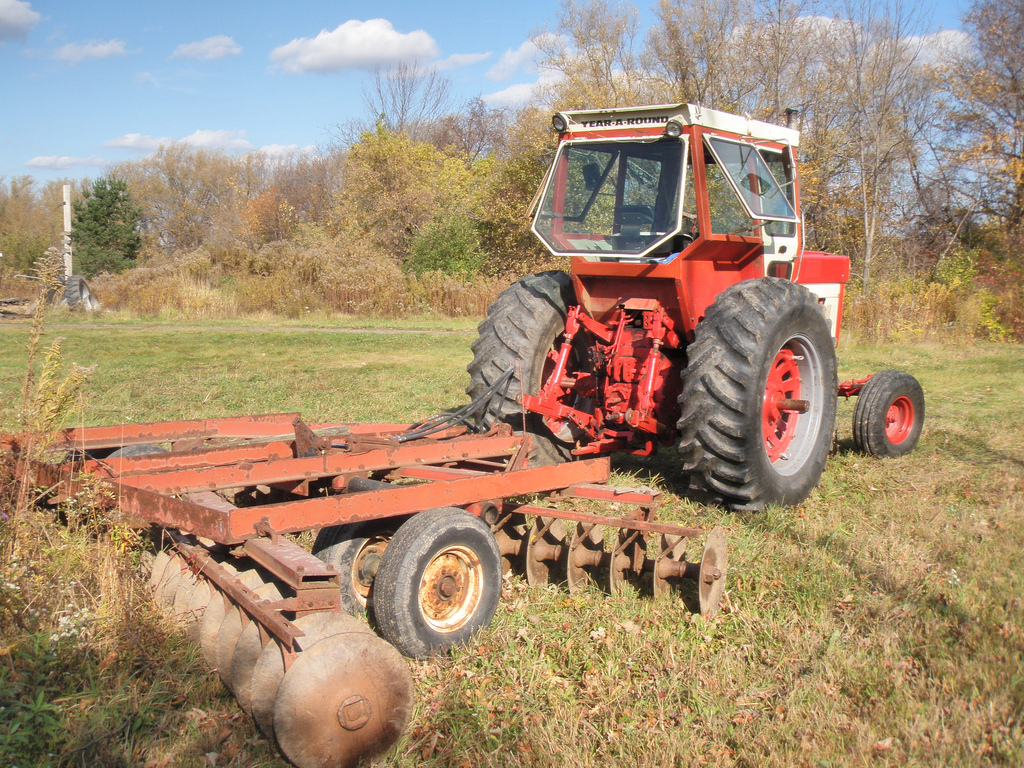
Una arada de discs del model International Harvester 1066

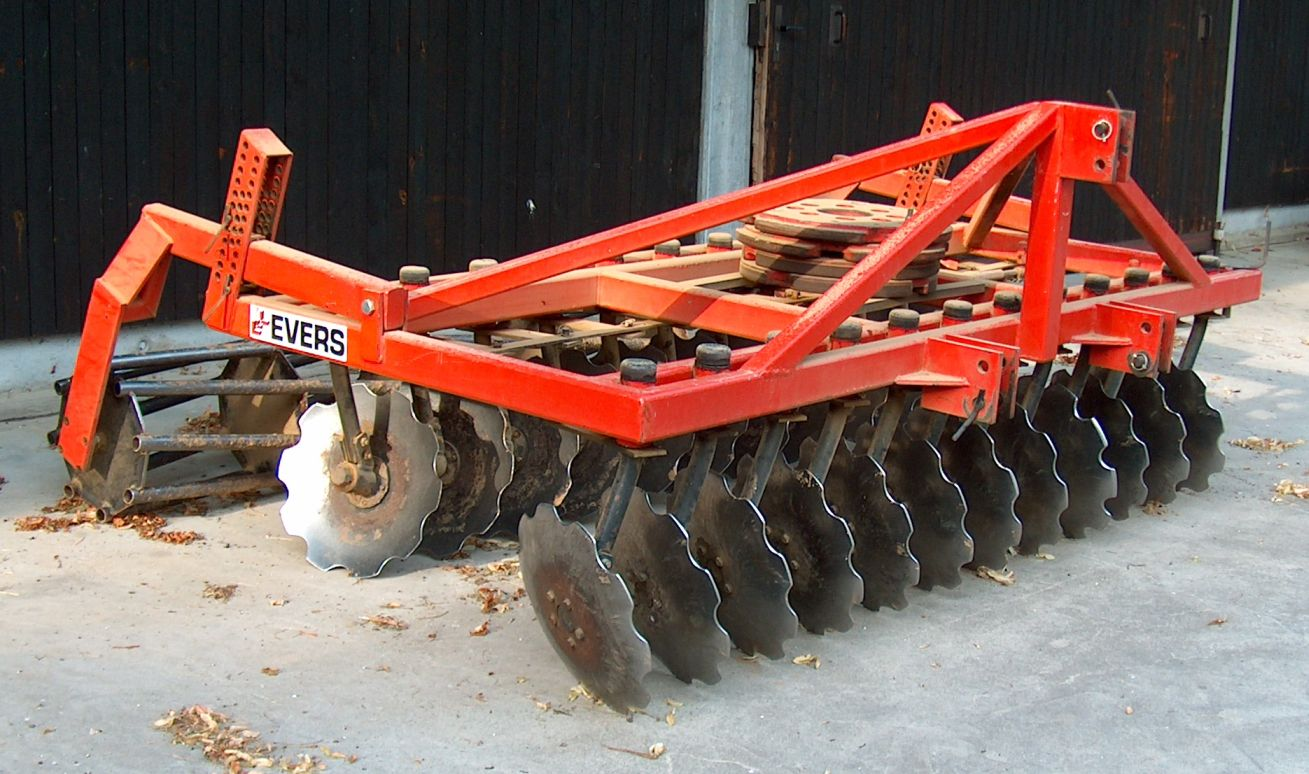
Una grada de discs de la marca Evers

Una arada de discs o grada de discs és un arreu agrícola que es fa servir per preparar el sòl allà on s'han d'implantar els conreus. També es fa servir per triturar i colgar les males herbes i les restes d'un conreu i polvoritzar la terra. Consta de molts discs de ferro o d'acer amb una lleugera concavitat i estan disposats en dues o quatre seccions. Vistes des de dalt els de quatre secciona apareixen en forma d'una "X". Els discs no són paral·lels amb la direcció de tot l'arreu, ja que així s'optimitza la feina de tallar la terra. Els discs asseguren a la vegada el treball de tall horitzontal i vertical de la banda de terra i invertir-la. Presenten l'avantatge respecte a les arades de pala de poder treballar en terrenys més difícils com els pedregosos i de reduir el desgast de les peces metàl·liques gràcies a la rotació dels discs. Tanmateix la fondària del treball amb arades de discs és menor que amb les arades de pala i la inversió de la terra menys completa. N'hi ha diversos tipus amb seccions en "V" i amb seccions en "X".
Les arades de disc antigues eren de dues seccions i mogudes per cavalls i no tenien funcionament hidràulic. Actualment són accionades per tractors i tenen funcionament hidràulic, es poden arrossegar, portar o estar semi-muntats. Els primers són més pesants i permeten una millor penetració dins la terra en tot moment. Els models portats són més lleugers, més fàcils de manejar i més econòmics.

## Arades estirades per animals
L'arada estirada per bestiar es anomenada tròlec, carret de plats, carro de plats, rutló de plats, talladora o grada de discos.
És una estructura rectangular feta de barres de fusta. El bastiment inferior porta dos eixos que poden ser de fusta o ferro, i que van en plans verticals diferents. Cada eix porta un nombre de rodes, de manera que l'eina en té set o vuit en total. La part superior va coberta de una plataforma de taules de fusta, des d'on el llaurador dirigeix els animals que la estiren, normalment una única bèstia.

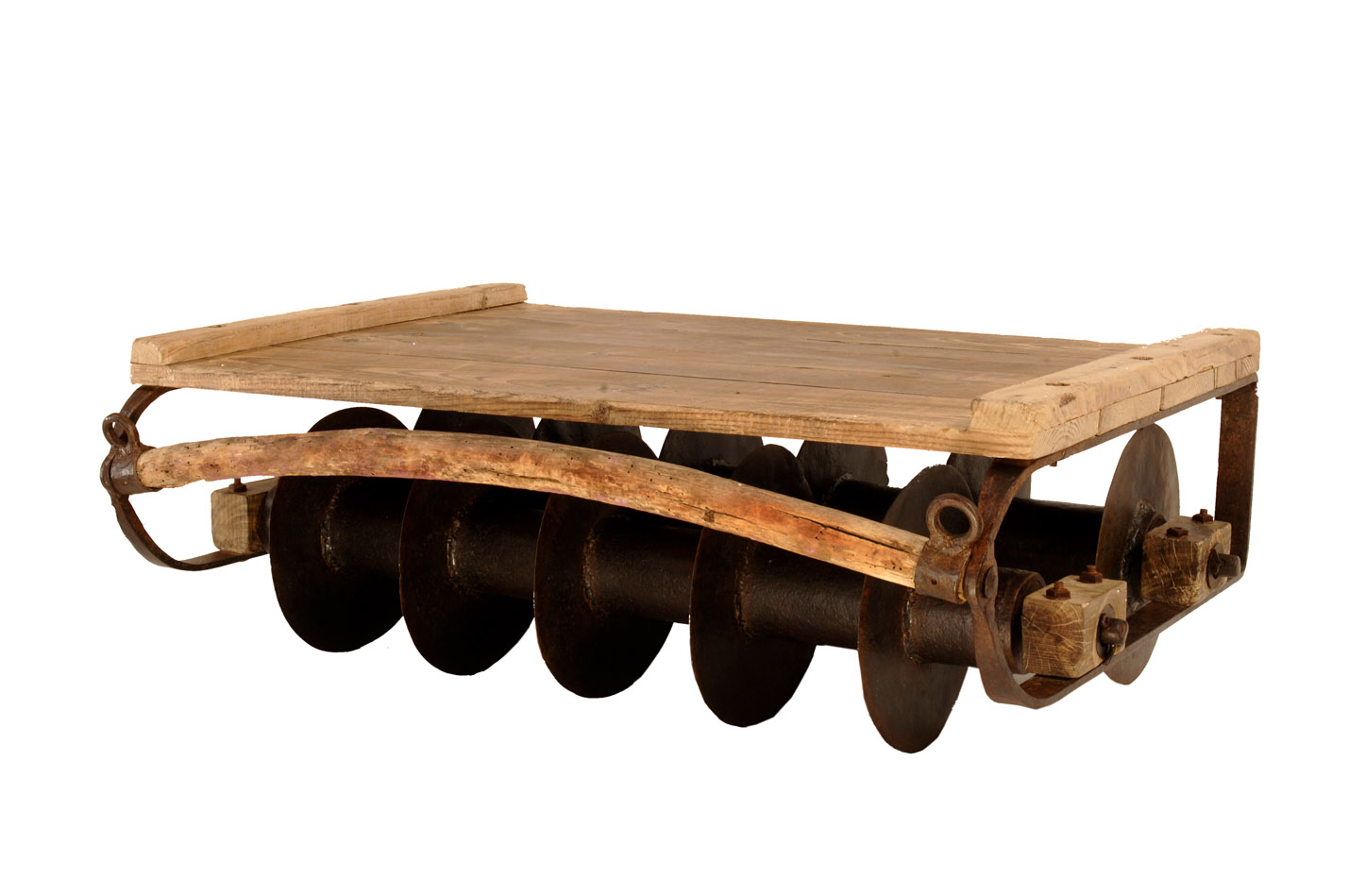
Tròlec tradicional conservat a L'ETNO, Museu Valencià d'Etnologia
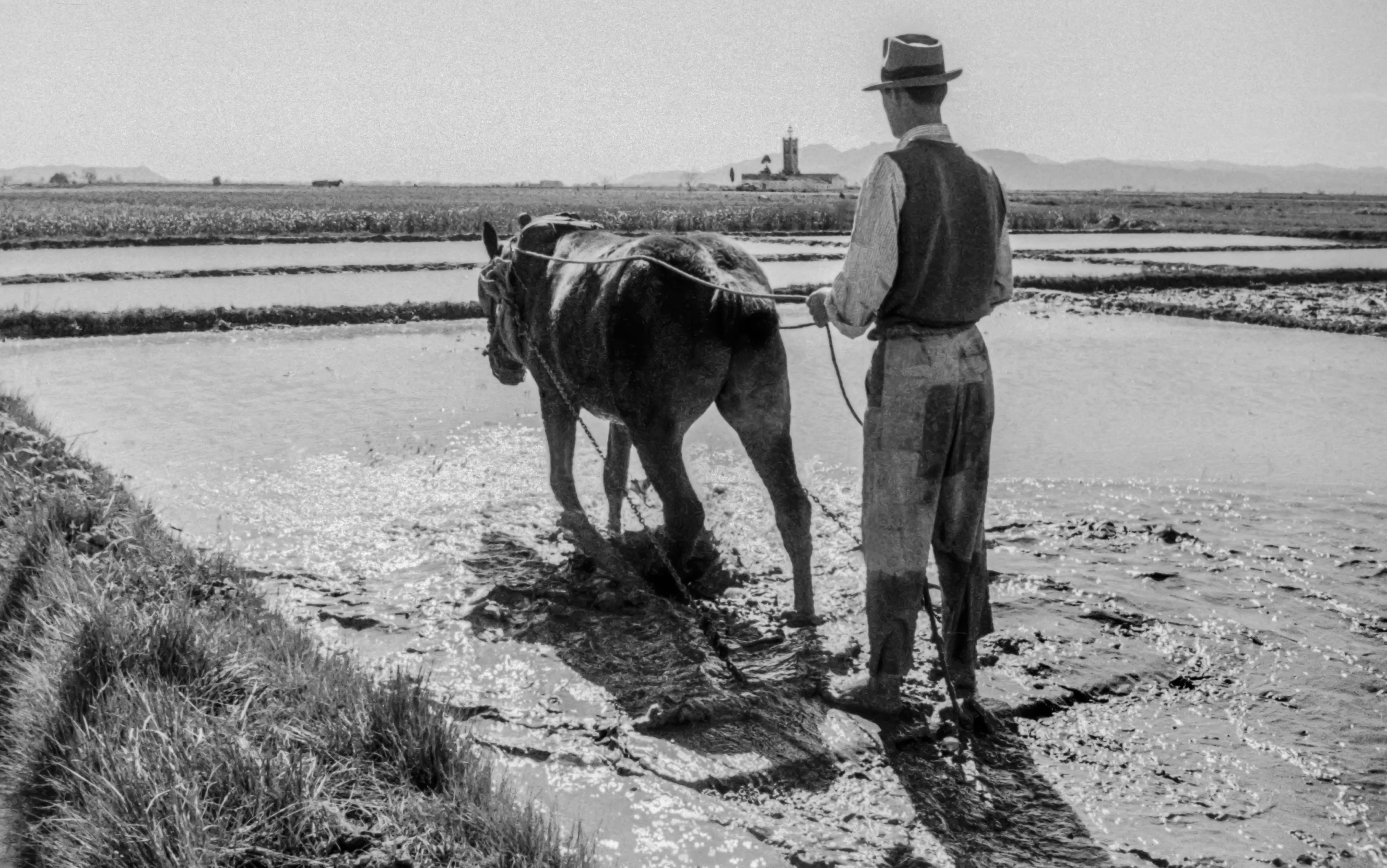
Fanguejar. Torre Luengo, 1952 (País Valencià)

La bèstia s'enganxa per mitjà dels tirants a les argolles situades a la part davantera de l'eina.
El tròlec es passa quan hi ha poca aigua. Amb el moviment de les seues rodes remou la terra i afona l'adob verd. També s'usa per obrir la terra i facilitar la penetració del sol, i incrementar l'evaporació i la filtració. Aquesta operació s'anomena fanguejar.